# Pterolophia touzalini
Pterolophia touzalini là một loài bọ cánh cứng trong họ Cerambycidae.